# Fortunato La Camera
Fortunato Ardito Natino La Camera, noto Fortunato (Cosenza, 4 marzo 1898 – Cosenza, 6 settembre 1972), è stato un politico italiano.

## Biografia
Durante la partecipazione alla prima guerra mondiale, come ufficiale, nel 1918 fu condannato come disertore, a due anni di carcere ed alla destituzione dal grado, pena estinta l'anno dopo da un'amnistia.
Successivamente all'adesione al Partito Socialista Italiano, si unisce al Partito Comunista d'Italia (PCd'I), assumendo l'incarico di segretario provinciale a Cosenza. Legato a Bruno Fortichiari, responsabile dell'Ufficio I (l'apparato illegale), per organizzare in Calabria la lotta antifascista, nel 1923 viene arrestato, come tutti i dirigenti del PCd'I, ma rimesso in libertà e assolto alcuni mesi dopo.

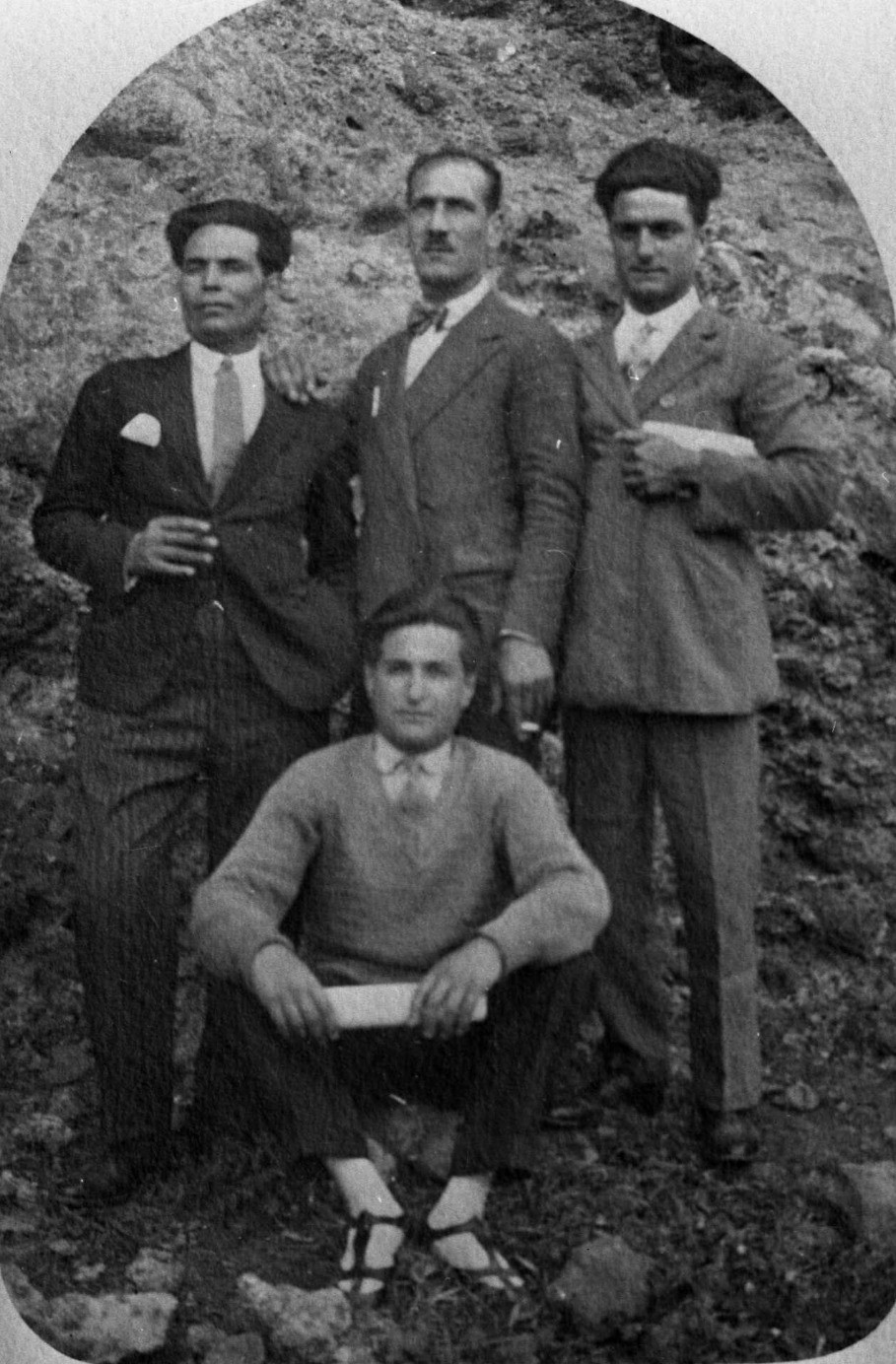
Fortunato La Camera (in altro al centro) e altri confinati politici

Nel 1924, partecipa al quinto congresso dell'Internazionale Comunista in Unione Sovietica. Al ritorno, dopo un altro breve arresto, diviene a Cosenza il direttore del quotidiano «L'Operaio» (portavoce del Comitato d'Intesa) e, per questa ragione, è diffidato dalla polizia. Nel 1925 è infatti tra i firmatari del "Comitato d'intesa", con Bordiga e i principali rappresentanti della sinistra del Partito, di cui è membro del Comitato esecutivo.
Nel 1926 sostenne Amadeo Bordiga al Congresso di Lione, in cui era l'unico rappresentante della Calabria (e ormai uno dei leader del PCd'I).
Dal 1926 al 1932, scontò il confino a Lampedusa, a Ustica e dopo un breve arresto nel carcere di Palermo, a Ponza e a Lipari, assumendo una posizione di rappresentanza tra i confinati: a Ponza in particolare intervenne fortemente, denunziando alla direzione PS le violenze fisiche subite più volte dai compagni di confine da parte di membri della Milizia.
Nel 1932, per quanto colpito da fermo e diffida per "partecipazione all'attività clandestina del Partito comunista", nello stesso anno fu espulso dal partito in quanto non in linea con il Comintern.
Nel 1942, fu internato nel campo di concentramento di Muro Lucano. Di nuovo libero dopo l'armistizio di Cassibile, nel settembre 1943, fu tra i riorganizzatori del Partito comunista di Cosenza, ma la direzione nazionale del Partito Comunista Italiano scelse la separazione dal gruppo vicino a La Camera, che intanto lavorava per la redazione dell'organo della federazione cosentina, «Ordine proletario».
La Camera prese contatti con la Frazione di Sinistra dei Comunisti e dei Socialisti Italiani, e nel 1945, unì la sua minoranza al Partito Comunista Internazionalista (PCInt.) con Ludovico Tarsia, Ippolito Ceriello, Francesco Maruca e Otello Terzani  partecipando al convegno, che il partito organizzò a Torino lo stesso anno.
Anche negli anni cinquanta La Camera restò sempre in linea con la tendenza di Bordiga e Maffi («il programma comunista»), intervenendo al dibattito politico.